# Zamarada toulgoeti
Zamarada toulgoeti là một loài bướm đêm trong họ Geometridae.